# Dandeny Muñoz Mosquera
Dandeny Muñoz Mosquera, přezdívaný  "La Quica", byl kolumbijský zločinec, hlavní zabiják Medellínského kartelu z Kolumbie.
Muñoz Mosquera byl zodpovědný za smrt neznámého počtu lidí, odhaduje se že jich bylo alespoň několik stovek. Zabíjel jak nepohodlné členy Medellínského kartelu, tak jeho rivaly z Calijského kartelu, policisty a vládní úředníky. Je také zodpovědný za bombu na palubě letu Avianca 203, která zabila 107 lidí.
V roce 1991 byl Muñoz Mosquera zadržen v Queensu v New Yorku, když cestoval na falešný pas. Byl usvědčen a odsouzen k 6 letům vězení. Zatímco si odpykával šestiletý trest, federální žalobci zjistili, že byl strůjcem atentátu na let Avianca 203. Muñoz byl obviněn ze spiknutí za účelem pašování a distribuce kokainu, vyděračství, ze zabití dvou občanů Spojených států a dalších kriminálních činů. Jeho první soudní řízení bylo prohlášeno za zmatečné a bylo nařízeno řízení nové. Byl uznán vinným ze všech vznesených obvinění a následně odsouzen k deseti po sobě jdoucím doživotním trestům bez možnosti podmínečného propuštění plus 45 let navíc. Byl umístěn do vězení ADX Florence ve státě Colorado.

## V umění
V seriálu Narcos je životem Mosquery inspirována postava zabijáka La Quica, kterou ztvárnil mexický herec Diego Cataño.